# Прогуаніл
Прогуаніл (намодрин, також хлоргуанід та хлорогуанід) — препарат, що використовується для лікування та профілактики малярії. Його часто використовують разом з хлорохіном або атавакуоном. При застосуванні з хлорохіном ця комбінація лікує легку малярію, стійку до хлорохіну. Приймається всередину.
Побічні ефекти включають діарею, закреп, шкірні висипання, випадання волосся та свербіж. Оскільки малярія під час вагітності, як правило, протікає важче, користь загалом перевищує ризик. Якщо застосовується під час вагітності, його слід приймати з фолієвою кислотою. Ймовірно, це безпечно для використання під час годування груддю. Прогуаніл перетворюється печінкою в його активний метаболіт — циклогуаніл.
Прогуаніл вивчався принаймні з 1945 р. Він входить до: списку основних лікарських засобів Всесвітньої організації охорони здоров'я, Національного переліку основних лікарських засобів. 
У США та Канаді він доступний лише у комбінації як Атоваквон-прогуаніл.

## Медичне використання
Прогуаніл застосовується для профілактики та лікування малярії як у дорослих, так і у дітей, особливо в районах, де зареєстровано стійку до хлорохіну малярію P. falciparum. Зазвичай його приймають у поєднанні з атоваквоном, іншим протималярійним препаратом.
Він також ефективний при лікуванні більшості інших резистентних до множинних форм P. falciparum; рівень ефективності лікування перевищує 93 %.
Проте, станом на 2020 рік є дані, про резистентність до монотерапії препаратом.

## Побічні ефекти
Як правило, прогуаніл добре переноситься, і більшість людей не відчувають побічних ефектів. Однак загальні побічні ефекти включають біль у животі, нудоту, головний біль та гарячку. Приймання прогуанілу з їжею може зменшити ці побічні ефекти. Прогуаніл не слід приймати людям з важкими порушеннями функції нирок, вагітним жінкам або жінкам, які годують грудьми дітей менше 5 кг. Також були повідомлення про підвищення рівня печінкових ферментів, яке може залишатися високим впродовж 4 тижнів після завершення лікування.

## Механізм
При застосуванні лише прогуанілу, він функціонує як пролік. Його активний метаболіт, циклогуаніл, є інгібітором дигідрофолатредуктази (англ. DHFR). Хоча як ссавці, так і паразити продукують DHFR, інгібуюча активність циклогуанілу є специфічною для паразитичного DHFR. Цей фермент є найважливішим компонентом циклу фолієвої кислоти. Інгібування DHFR заважає паразиту переробити дигідрофолат назад у тетрагідрофолат (ТГФ, англ. THFA). ТГФ необхідний для синтезу ДНК, синтезу амінокислот та метилювання; таким чином, інгібування DHFR припиняє ці процеси.
Прогуаніл виявляє синергізм у поєднанні з атовакуоном. Цей механізм дії відрізняється від того, коли прогуаніл використовувався як монотерапевтичний засіб. При поєднаному застосуванні не вважається, що він діє як інгібітор DHFR. Додавання прогуанілу показало зменшення стійкості збудника до дії атоваквону та підвищує здатність атоваквону викликати мітохондріальний апоптотичний каскад. Це зазвичай називають «колапсом мембранного потенціалу мітохондрій». Прогуаніл знижує ефективну концентрацію атоваквону, необхідну для збільшення проникності мембрани мітохондрій.

## Синоніми
МАЛАРЕКС, МАЛЯРЕКС, Атовахон, Атоваквон, Прогуаніл,
Балусил (Balusil), Бігумаль (Bigumal), Дигуаніл (Diguani), Палудрин (Paludrine), Палусил (Palusil), Пласин, Тиріан